# Planckova dolžina
Planckova dolžina (oznake {\displaystyle \ell _{\rm {P}}\!\,}, {\displaystyle l_{\rm {P}}\!\,}, {\displaystyle L_{\rm {P}}\!\,} in {\displaystyle l_{\rm {Pl}}\!\,}) je v fiziki naravna enota za dolžino in predstavlja razdaljo, ki jo prepotuje svetloba v Planckovem času. Je ena izmed osnovnih enot v Planckovem sistemu enot (druge so še Planckov čas, Planckov naboj in Planckova temperatura). Planckova dolžina se lahko izpelje iz treh osnovnih fizikalnih konstant: hitrosti svetlobe v vakuumu, Planckove konstante in gravitacijske konstante.

## Vrednost
Planckova dolžina je definirana kot:
{\displaystyle \ell _{\rm {P}}={\sqrt {\frac {\hbar \kappa }{c^{3}}}}\approx 1,616\;255(18)\cdot 10^{-35}{\mbox{ m}}\!\,,} 
kjer je:
- {\displaystyle c\!\,} – hitrost svetlobe v vakuumu,
- {\displaystyle \kappa \!\,} – gravitacijska konstanta,
- {\displaystyle \hbar =h/2\pi \!\,} – reducirana Planckova konstanta.

Zadnji dve števki v oklepaju predstavljata ocenjeno standardno napako. Relativna standardna merilna negotovost vrednosti je {\displaystyle u_{\rm {r}}=1,1\cdot 10^{-5}\!\,}
Planckova dolžina je približno 10-20 krat manjša od velikosti protona. Njena vrednost se lahko definira s pomočjo polmera domnevnega Planckovega delca. 

## Zgodovina
Max Planck je leta 1899 predlagal nekatere osnovne naravne enote za dolžino, maso, čas in energijo. Te enote je izpeljal s pomočjo razsežnostne analize, pri čemer je uporabil le gravitacijsko konstanto, hitrost svetlobe in »enoto akcije«, ki je kasneje postala znana kot »Planckova konstanta«. Te naravne enote, ki jih je naprej izpeljal, so postale znane kot »Planckova dolžina«, »Planckova masa«, »Planckov čas« in »Planckova energija«.

## Teoretični in fizikalni pomen
Fizikalni pomen Planckove dolžine še ni popolnoma jasen. Razsežnostna analiza kaže na to, da ima posebni pomen v kvantni gravitaciji. Predvidevajo, da je na razdaljah z velikostjo 1 Planckove dolžine zgradba prostor-časa drugačna od običajnega 4-razsežnega sveta. Imenujejo jo tudi kvant dolžine, ker naj bi imela velikost strune v teoriji superstrun.
V merilu Planckove dolžine tako kvantnogravitacijski pojavi verjetno postanejo vidni in je treba interakcije analizirati z veljavno teorijo kvantne gravitacije. V Planckovem območju površina sferične črne luknje naraste, ko črna luknja požre en bit informacije. Če bi se v sfero s premerom {\displaystyle l_{\rm {P}}\!\,} zaprlo telo, bi to zahtevalo toliko energije, da bi se telo sesedlo v miniaturno črno luknjo. V tem smislu večina fizikov meni, da je obravnavanje dolžin, manjših od Planckove dolžine, ali časov, manjših od Planckovega časa, brez pomena. Pri tem privzemajo, da če gole singularnosti obstajajo, v njih zakoni splošne teorije relativnosti odpovedo in jih morajo zamenjati tisti iz kvantne teorije gravitacije. Merjenje česarkoli v velikosti Planckove dolžine zahteva, da je zaradi Heisenbergovega načela nedoločenosti gibalna količina fotona zelo velika, tako, da bi zaradi toliko energije v tako majhnem prostoru nastala miniaturna črna luknja (Planckov geon) s premerom dogodkovnega obzorja enakim Planckovi dolžini.
Glavni del vpliva kvantne gravitacije je odvisen od načela nedoločenosti {\displaystyle \delta r_{\rm {s}}\,\delta r\geq \ell _{\rm {P}}^{2}\!\,}, kjer je {\displaystyle r_{\rm {s}}\!\,} gravitacijski polmer, {\displaystyle r\!\,} radialna koordinata in {\displaystyle \ell _{\rm {P}}\!\,} Planckova dolžina. To načelo nedoločenosti je druga oblika Heisenbergovega načela nedoločenosti med gibalno količino in koordinato v Planckovem merilu. To razmerje se res lahko napiše kot {\displaystyle \delta (2\kappa m/c^{2})\,\delta r\geq \kappa \hbar /c^{3}\!\,}, kjer je {\displaystyle \kappa \!\,} gravitacijska konstanta, {\displaystyle m\!\,} masa telesa, {\displaystyle c\!\,} hitrost svetlobe in {\displaystyle \hbar \!\,} reducirana Planckova konstanta. Če se na obeh straneh reducirajo enake konstante, izhaja Heisenbergovo načelo nedoločenosti {\displaystyle \delta (mc)\,\delta r\geq \hbar /2\!\,}. Načelo nedoločenosti {\displaystyle \delta r_{\rm {s}}\,\delta r\geq \ell _{\rm {P}}^{2}\!\,} napoveduje obstoj virtualne črne luknje in črvine (kvantno peno) v Planckovem merilu. Iz vsakega poskusa raziskovanja možnega obstoja krajših razdalj s pomočjo trkov višjih energij neizbežno sledi nastanek takšnih črnih lukenj. V trkih z višjo energijo bi namesto delitve snovi v še manjše dele preprosto nastajale večje črne luknje. Zmanjšanje nedoločenosti radialne koordinate {\displaystyle \delta r\!\,} povzroči povečanje nedoločenosti gravitacijskega polmera {\displaystyle \delta r_{\rm {s}}\!\,} in obratno.
Nastanek virtualnih črnih lukenj je v Planckovem merilu najučinkovitejše v trirazsežnem prostoru, kjer ima polna energija Planckovega geona najnižji maksimum. Le v enorazsežnem prostoru takšne črne luknje ne morejo nastati, v vseh drugih pa lahko.
Planckovo dolžino včasih napačno istovetijo z najmanjšo dolžino prostor-časa, tega pa običajna fizika ne sprejema, saj bi to zahtevalo kršitev ali spremembo Lorentzeve simetrije. Vendar nekatere teorije zančne kvantne gravitacije poskušajo uvesti najmanjšo dolžino v merilu Planckove dolžine, čeprav ne nujno Planckove dolžine same, ali uvesti Planckovo dolžino kot opazovalčevo invarianto, znano kot dvojna posebna teorija relativnosti.
Strune v teoriji strun so modelirane v velikosti reda Planckove dolžine. V teorijah velikih dodatnih razsežnostih Planckova dolžina nima osnovnega fizikalnega pomena, kvantnogravitacijski pojavi pa se pojavljajo v drugih merilih.

## Planckova dolžina in evklidska geometrija
Planckova dolžina je dolžina pri kateri kvantna ničelna nihanja jakosti gravitacijskega polja popolnoma popačijo evklidsko geometrijo. Gravitacijsko polje izvaja ničelna nihanja in tudi geometrija povezana z njim niha. Razmerje med obsegom in polmerom se spreminja blizu evklidske vrednosti. Manjše je merilo, večji so odkloni od evklidske geometrije. Pri oceni reda valovne dolžine ničelnih gravitacijskih nihanj, pri kateri geometrija postane popolnoma različna od evklidske, je stopnja odklona {\displaystyle \zeta \!\,} geometrije od evklidske v gravitacijskem polju, določena z razmerjem med gravitacijskim potencialom {\displaystyle \varphi \!\,} in kvadratom hitrosti svetlobe {\displaystyle c\!\,}: {\displaystyle \zeta =\varphi /c^{2}\!\,}. Ko je {\displaystyle \zeta \ll 1\!\,}, je geometrija enaka evklidski, pri {\displaystyle \zeta \sim 1\!\,} pa vse podobnosti med geometrijama izginejo. Energija nihanja pri merilu {\displaystyle l\!\,} je enaka {\displaystyle E=\hbar \nu \sim \hbar c/l\!\,} (kjer je {\displaystyle c/l\!\,} red frekvence nihanja). Gravitacijski potencial, ki ga povzroča masa {\displaystyle m\!\,} pri tej dolžini, je enak {\displaystyle \varphi =\kappa m/l\!\,}, kjer je {\displaystyle \kappa \!\,} gravitacijska konstanta. namesto mase {\displaystyle m\!\,} jo je treba zamenjati z maso, ki ji po Einsteinovi formuli ustreza energija {\displaystyle E\!\,} (kjer je {\displaystyle m=E/c^{2}\!\,}). Tako je {\displaystyle \varphi =\kappa E/l\,c^{2}=\kappa \hbar /l^{2}c\!\,}. Če se ta izraz deli s {\displaystyle c^{2}\!\,}, izhaja vrednost odklona {\displaystyle \zeta =\kappa \hbar /c^{3}l^{2}=\ell _{\rm {P}}^{2}/l^{2}\!\,}. Vrednost {\displaystyle \zeta =1} ustreza dolžini pri kateri je evklidska geometrija popolnoma popačena. Ta dolžina je enaka Planckovi {\textstyle \ell _{\rm {P}}={\sqrt {\kappa \hbar /c^{3}}}\approx 10^{-35}\mathrm {m} }.
Za območje prostor-časa z razsežnostmi {\displaystyle l\!\,} je nedoločenost Christoffelovih simbolov {\displaystyle \delta \Gamma \!\,} enaka redu {\displaystyle \ell _{\rm {P}}^{2}/l^{3}\!\,}, nedoločenost metričnega tenzorja {\displaystyle \delta g\!\,} pa je reda {\displaystyle \ell _{\rm {P}}^{2}/l^{2}\!\,}. Če je {\displaystyle l\!\,} makroskopska dolžina, so kvantne vezi izjemno majhne in se jih lahko zanemari celo v atomskih merilih. Če je vrednost {\displaystyle l\!\,} primerljiva z {\displaystyle \ell _{\rm {P}}\!\,}, potem ohranjanje prejšnjega (običajnega) koncepta prostora postaja vedno težje, vpliv mikroukrivljenosti pa postaja vedno očitnejše. To domnevno lahko pomeni, da prostor-čas v Planckovem merilu postane kvantna pena.